# Mircea Ionescu-Quintus
Mircea Ionescu-Quintus (ur. 18 marca 1917 w Chersoniu, zm. 15 września 2017 w Ploeszti) – rumuński prawnik i polityk, więzień polityczny, a także poeta i aforysta. W latach 1993–2001 przewodniczący, później honorowy przewodniczący Partii Narodowo-Liberalnej, w latach 1991–1992 minister sprawiedliwości, w 2000 przewodniczący Senatu.

## Życiorys
Ukończył szkołę średnią w Ploeszti, a w 1938 studia prawnicze na Uniwersytecie Bukareszteńskim. Do 1987 praktykował jako adwokat w ramach palestry okręgu Prahova. W pierwszej połowie lat 90. wykładał prawo konstytucyjne na jednej z uczelni. Zajmował się również publicystyką i poezją, publikował wiersze i aforyzmy w czasopismach kulturalnych, wydał kilka pozycji książkowych ze swoją poezją i epigramatami.
Działał w zlikwidowanej w 1947 przez komunistów Partii Narodowo-Liberalnej. Od 1948 do 1953 więziony z powodów politycznych. W 1990 dołączył do reaktywowanej PNL, obejmując funkcję wiceprzewodniczącego tej partii, następnie od 1993 do 2001 stał na czele tego ugrupowania. Od 1990 do 1992 był posłem do Izby Deputowanych, przez rok był jej wiceprzewodniczącym. Od 1991 do 1992 zajmował stanowisko ministra sprawiedliwości. Od 1996 do 2004 przez dwie kadencje zasiadał w Senacie, do 1999 był wiceprzewodniczącym, a w 2000 przewodniczył pracom tej izby.